# Eugen Brote
Eugen Brote (* 19. November 1850 in Städerdorf bei Hermannstadt; † 5. Dezember 1912 in Kronstadt) war ein rumänischer Agronom, Publizist und Politiker in Siebenbürgen.

## Leben
Er wurde in eine rumänische Familie in Transsylvanien geboren und besuchte das evangelische Gymnasium in Hermannstadt. Später studierte er Wirtschaft und Landwirtschaft in Budapest.
Nach seinem Abschluss engagierte er sich in der siebenbürgisch-rumänischen Nationalbewegung und war an der Gründung der Zeitung Tribuna, welche ein Sprachrohr der Rumänen im Habsburgerreich war, beteiligt. Nachdem der Chefredakteur Ioan Slavici verhaftet worden war, übernahm Brote dessen Position. Im Jahr 1892 wurde er alleiniger Gesellschafter der Zeitung. 1880 wurde er zum Vizepräsidenten der Rumänischen Nationalpartei gewählt. Er war zusammen mit Ioan Rațiu, Gheorghe Pop de Băsești und Vasile Lucaciu einer der Autoren und Unterzeichner des Memorandums der Siebenbürgischen Rumänen und gehörte der Delegation an, welche die Schrift an Kaiser Franz-Joseph in Wien übergeben wollte. Das Memorandum war eine Klage- und Denkschrift an den Monarchen, in dem die schlechte Situation der Rumänen im Königreich Ungarn angeprangert wurde. Da das Memorandum in Brotes Druckerei produziert worden war, eröffnete die ungarische Staatsanwaltschaft ein Verfahren gegen ihn. Als sich dann jedoch alle Unterzeichner zur Urheberschaft bekannten, weitete sich die Angelegenheit zu einem Großprozess aus, in dem den Angeklagten Aufhetzung gegen den Staat vorgeworfen wurde. 1894 wurde er mit den anderen Unterzeichnern der Schrift in Klausenburg zu einer Gefängnisstrafe verurteilt, es erfolgte jedoch eine Begnadigung durch den Monarchen. Brote emigrierte für ein Jahrzehnt ins Königreich Rumänien, wo er sich als Landwirt betätigte. Nach dem rumänischen Bauernaufstand von 1907 forderte er öffentlich eine Verbesserung der Lage des Bauernstandes. Im Jahre 1904 gründet er die erste Landkreditbank in Rumänien. Brote war ein Anhänger des Genossenschaftswesens und kann somit dem linken Flügel des Nationalliberalismus zugerechnet werden.
Als studierter Agronom veröffentlichte er unzählige Artikel, die sich innovativen landwirtschaftlichen Techniken widmeten. 1895 veröffentlichte er ein Buch über die Situation der Rumänen im Königreich Ungarn, welches von der Rumänischen Akademie ausgezeichnet wurde.
Er starb in Kronstadt am 5. Dezember 1912.